# Skjæringa

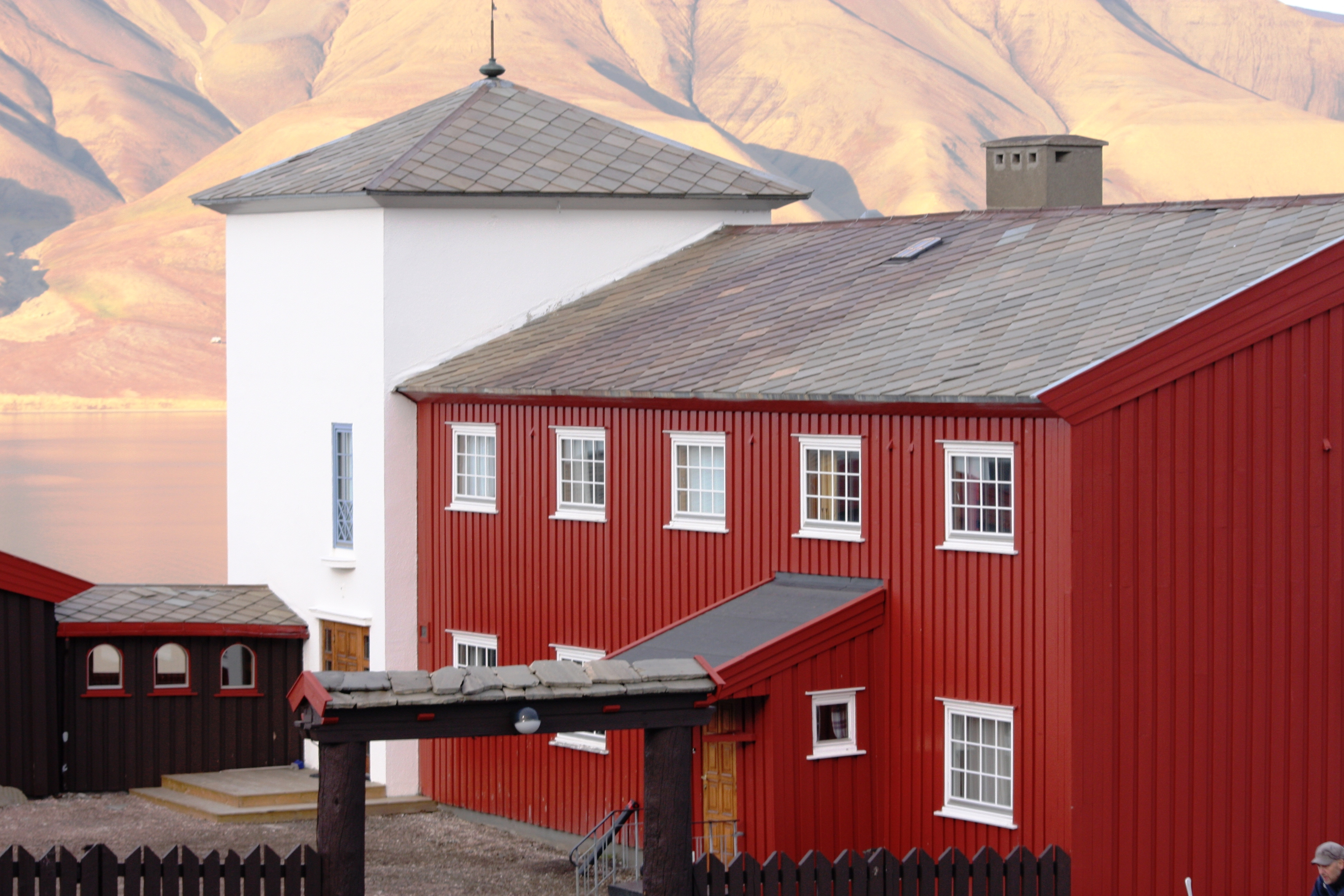
Sysselmannsgården

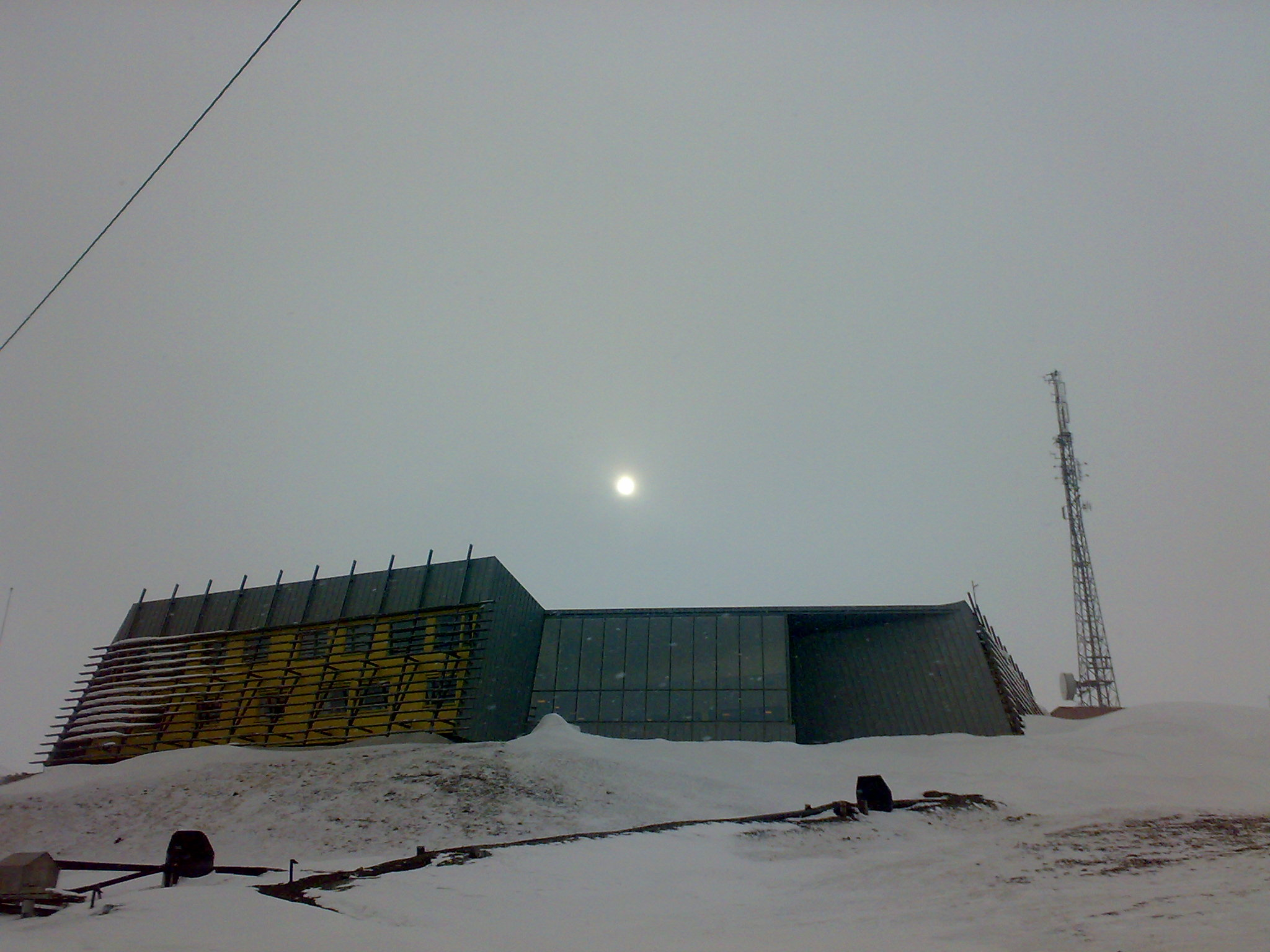
Administrationsbyggnaden för Sysselmannen på Svalbard, sedd från Sjøområdet, med Telenor Svalbards huvudmast till höger i bilden

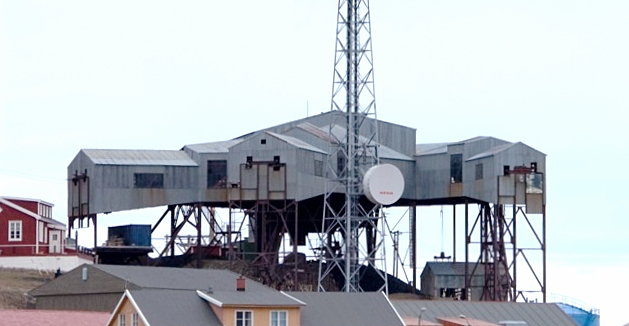
Linbanecentralen

Skjæringa är en stadsdel i Longyearbyen i Svalbard, vilken ligger på bergssidan över Sjøområdet vid Adventfjorden, på andra sidan Longyearälven från stadens centrum. Namnet kommer från den "utskärning" som Arctic Coal Company och dess efterträdare Store Norske Spitsbergen Kulkompani A/S gjorde vid 1900-talets början längs fjällsidan för att plana ut och få plats för en kabelbana från gruvorna för utfraktning av kol från den ursprungliga hamnen. 
Skjæringa byggdes upp, efter erkännandet av Norges överhöghet över Svalbard, som den norska statens område i det som i övrigt var ett brukssamhälle tillhörande Store Norske Spitsbergen Kulkompani. Detta företag bedrev utvinning av kol i Longyearområdet och ägde mark och bostäder för bolagets personal. I Skæringa bodde och arbetade statliga lokala tjänstemän som Sysselmannen på Svalbard och bergmästaren. På Skæringa finns bland annat Sysselmannsgården från 1955 och Administrationsbyggnaden för Sysselmannen på Svalbard, som uppfördes 1995 efter det att en tidigare byggnad på samma plats brunnit ned. Där ligger också den nu nedlagda Linbanecentralen för tre av ortens gruvor samt Telenor Savlbard AS lokaler och huvudantennanläggning.
Byggnationen i Skjæringa började med Svalbard Radio, som 1930 flyttade från Green Harbour längre ut i Isfjorden till Longyearbyen. Svalbard radio förstördes av Tyskland under andra världskriget, men byggdes upp igen. 

## Fotogalleri

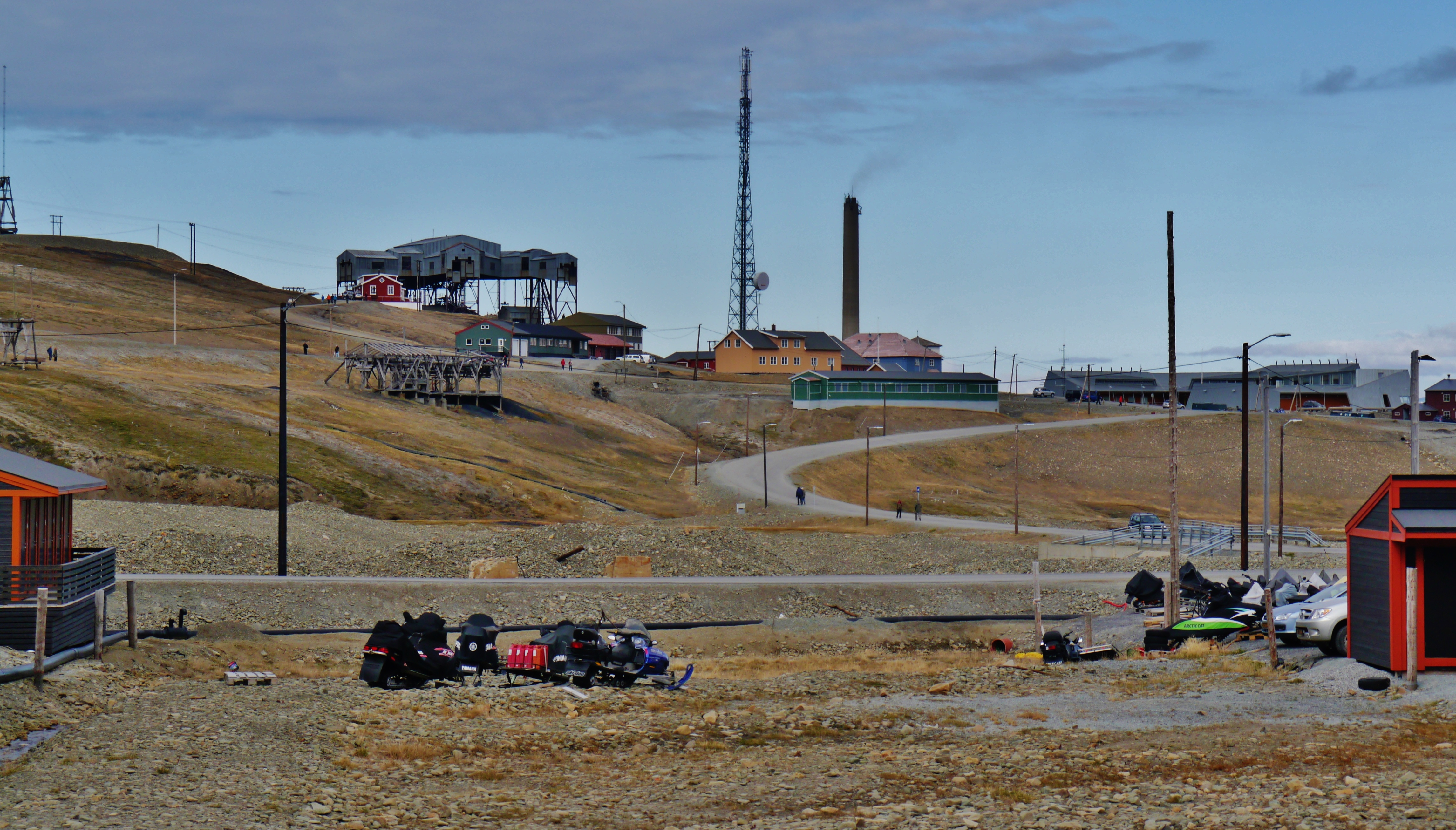
Skjæringa sett från Longyearbyens centrum
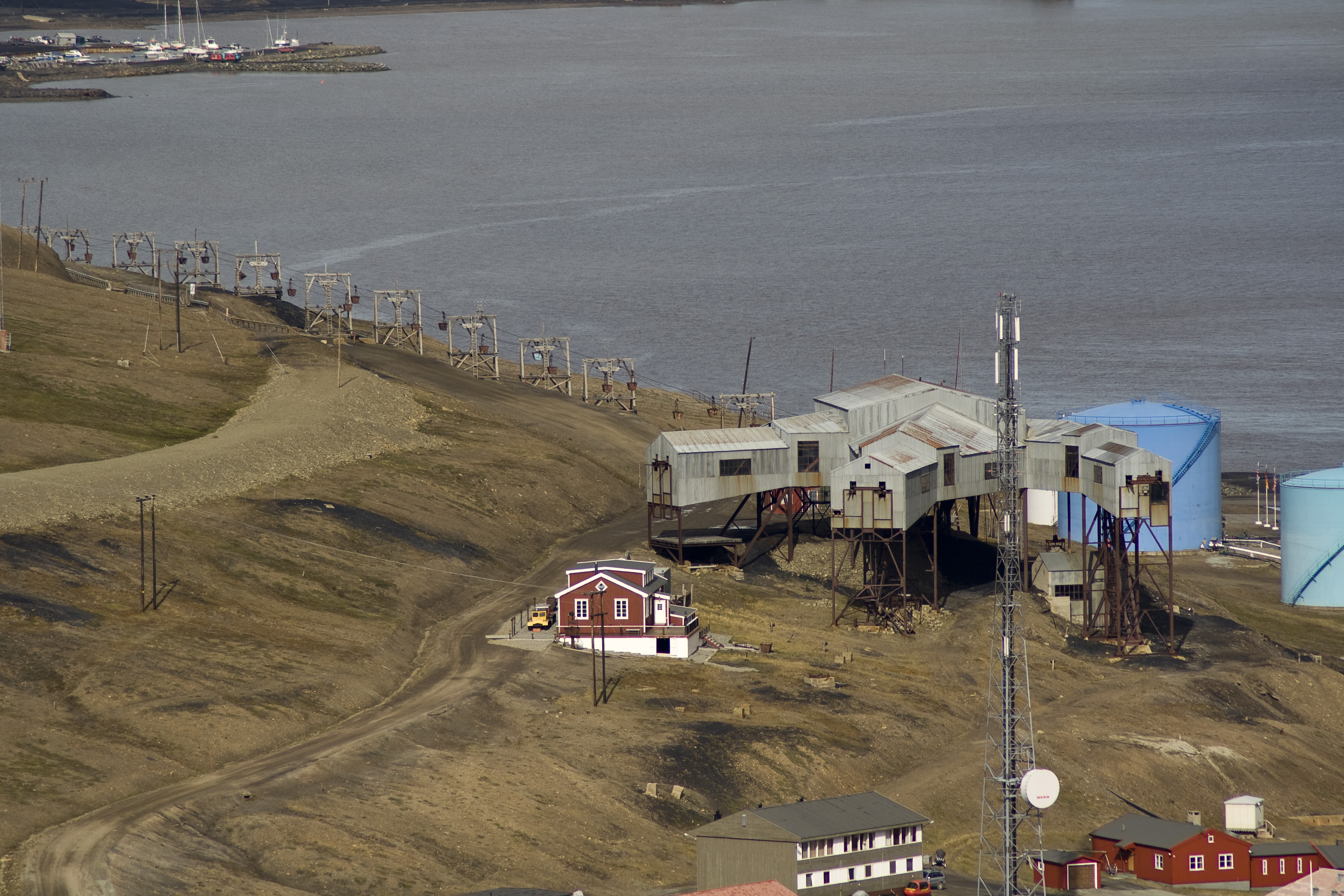
Bergmesterboligen i Skjæringa
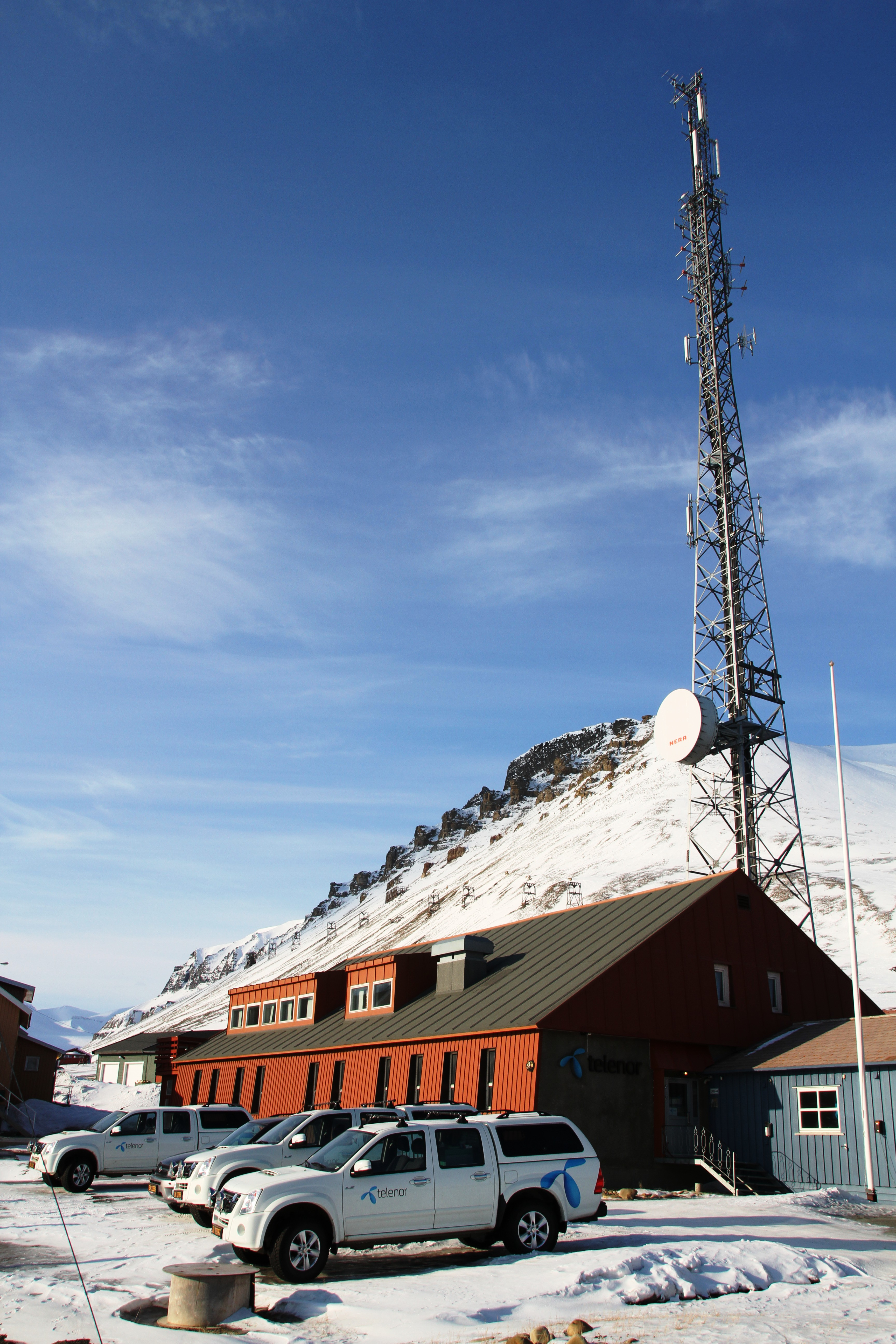
Telenor Svalbards kontorsbyggnad